# Abderrahmane Morceli
Abderrahmane Morceli, född 1 januari 1957, är en algerisk friidrottare. Han deltog vid olympiska sommarspelen 1980 och olympiska sommarspelen 1984.